# أنسون براون
أنسون براون (بالإنجليزية: Anson Brown)‏ هو مصرفي ومحامي وسياسي أمريكي، ولد في 1800 في تشارلتون في الولايات المتحدة، وتوفي في 14 يونيو 1840 في بالستون في الولايات المتحدة. نشط حزبياً في حزب اليمين. وقد انتخب عضو مجلس النواب الأمريكي.